# Jan Niecisław Baudouin de Courtenay

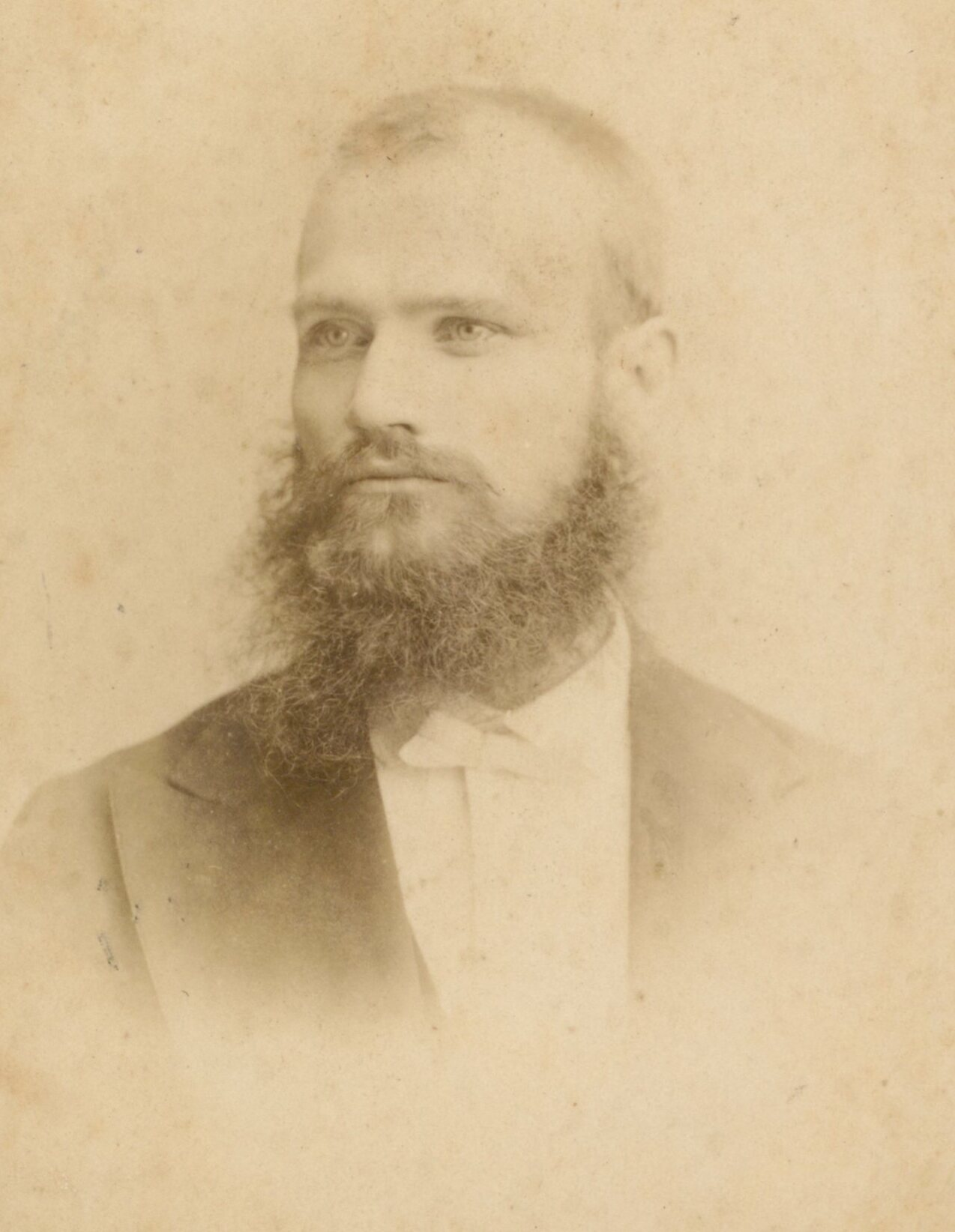
Jan Baudouin de Courtenay (około 1865)

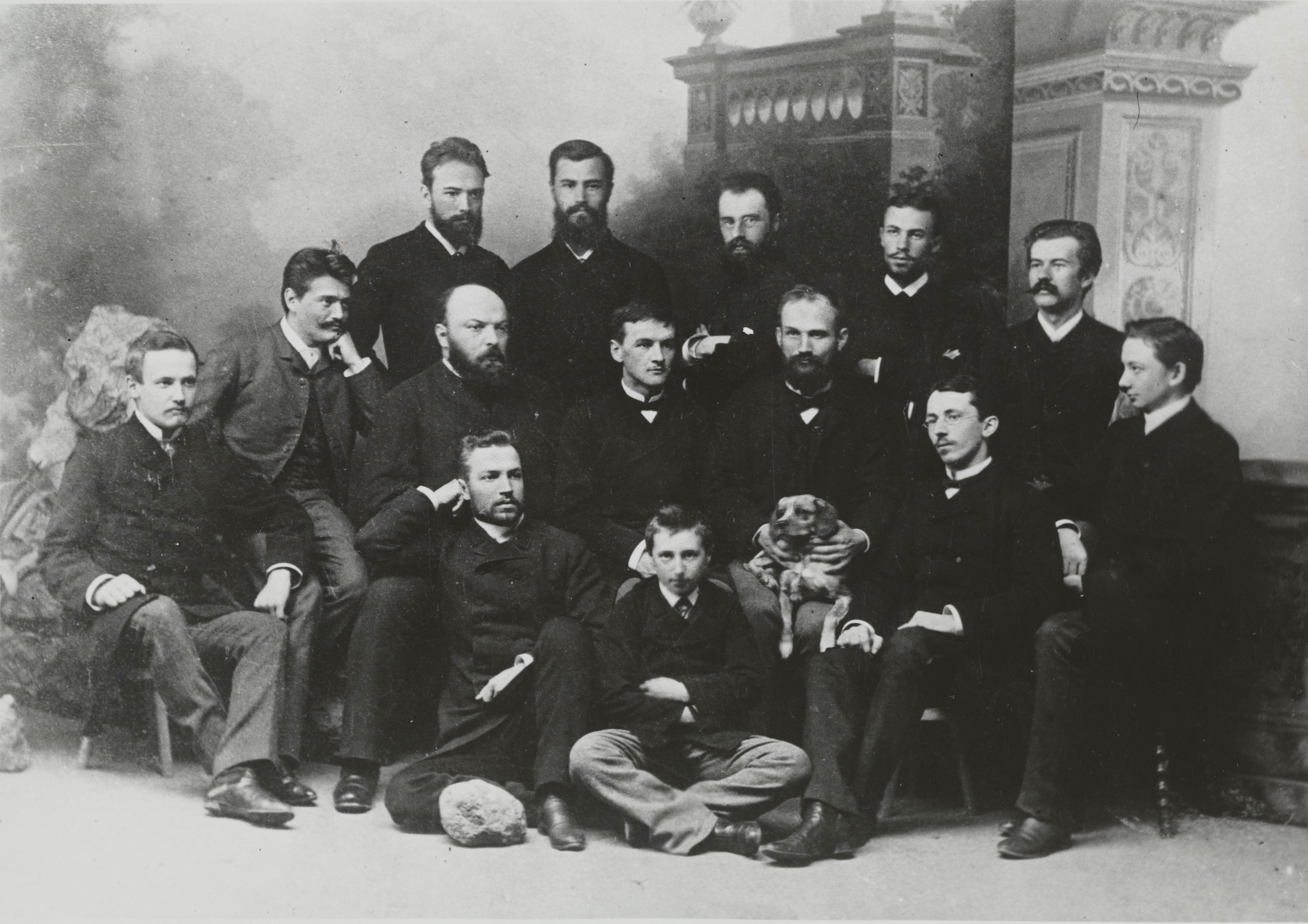
Baudouin de Courtenay (siedzący z psem) w Tartu (1886)

Jan Niecisław Ignacy Baudouin de Courtenay (ur. 13 marca 1845 w Radzyminie, zm. 3 listopada 1929 w Warszawie) – polski językoznawca, uznawany za jednego z najwybitniejszych w historii dyscypliny. W latach 70. i 80. XIX wieku twórca szkoły kazańskiej w językoznawstwie. Wprowadził termin fonem w znaczeniu zbliżonym do współczesnego. Publicysta społeczny. Propagował także esperanto.

## Życiorys
Rodzina Baudouinów de Courtenay wywodziła się z francuskiej arystokracji – protoplastą rodu był Piotr, najmłodszy z synów króla Ludwika VI Grubego. Jeden z przodków Jana Baudouina de Courtenay przybył do Polski na przełomie XVII i XVIII wieku i został pułkownikiem gwardii cudzoziemskiej na dworze Augusta II Mocnego.
Jan był najstarszym z dzieci radzymińskiego geometry Aleksandra Baudouina de Courtenay (ur. 1815) i Jadwigi z Dobrzyńskich (ur. 1815); jego bratem był astronom i urzędnik w Petersburgu Aleksander Baudouin de Courtenay, junior (1860–1926).
Po ukończeniu gimnazjum realnego w Warszawie Baudouin de Courtenay studiował w latach 1862–1866 w warszawskiej Szkole Głównej, uzyskując stopień magistra nauk historyczno-filologicznych. W latach 1866–1868 jako stypendysta rosyjskiego ministerstwa oświaty pogłębiał studia za granicą w Pradze, Jenie i Berlinie. W 1870 w Lipsku obronił pracę O języku staropolskim sprzed wieku XIV i uzyskał doktorat z filologii.
Jan Baudouin de Courtenay był aktywnym współpracownikiem „Notatek filologicznych”, wydawanych w Woroneżu pod redakcją Aleksieja Chowanskiego. W tym periodyku w latach 1866–1885 opublikowano około dwudziestu jego artykułów. W rosyjskim Archiwum Państwowym literatury i sztuki zachowały się listy, które wymieniali ze sobą Baudouin de Courtenay i Aleksiej Chowanski.
W 1875 został profesorem Uniwersytetu Kazańskiego, a między 1883 a 1893 Uniwersytetu Dorpackiego. W latach 1893–1900 był profesorem Uniwersytetu Jagiellońskiego. Kontraktu nie przedłużono mu w wyniku nacisku władz austriackich i węgierskich, które uznały, że w swoich pracach propaguje panslawizm, stanowiący potencjalne zagrożenie dla monarchii cesarsko-królewskiej. Był członkiem zawiązanego w 1916 w Petersburgu Koła Przyjaciół Niepodległości Polski. Następnie do 1918 wykładał na Uniwersytecie Piotrogrodzkim. W 1915 trzy miesiące spędził w carskim więzieniu za opublikowanie broszury pt. Nacijonalnyj i tierritorialnyj priznak w awtonomii (Национальный и терpиториальный признак в автономии). W roku akademickim 1918/19 był profesorem językoznawstwa porównawczego i indoeuropejskiego na powstającym właśnie Katolickim Uniwersytecie Lubelskim, wykładając m.in. sanskryt i Hymny Rygwedy. Od 1918 był profesorem językoznawstwa na Uniwersytecie Warszawskim. Był członkiem Akademii Umiejętności w Krakowie.

## Poglądy
Według Normana Daviesa Baudouin de Courtenay był jednym z najbardziej nietuzinkowych polskich myślicieli na przełomie XIX i XX wieku. Davies pisze: Był pacyfistą, zwolennikiem walki o ochronę środowiska, feministą, bojownikiem o postęp w dziedzinie edukacji i wolnomyślicielem, występował także przeciwko większości konwencji społecznych i umysłowych, jakie panowały w jego czasach. Był ateistą. Nie uważał się za członka Kościoła katolickiego przez większość życia, w 1927 złożył formalny wniosek o apostazję.
Baudouin de Courtenay opowiadał się za wprowadzeniem do wszystkich szkół żydowskich na terenie II Rzeczypospolitej nauki polskiego, a do wszystkich szkół polskich – nauki jidysz. W swoich publicznych wystąpieniach otwarcie krytykował antysemityzm i przejawy zorganizowanej ksenofobii, za co był wielokrotnie atakowany.
W wyborach prezydenckich w Polsce w 1922 jego kandydaturę zgłosiły mniejszości narodowe (bez jego wiedzy); w Zgromadzeniu Narodowym oddano na niego w I turze 103 głosy, w II 10, a w III 5.

## Osiągnięcia w językoznawstwie
Obszary badań Baudouina de Courteneya to gramatyka porównawcza języków słowiańskich, a również języków litewskiego, łaciny, greki, sanskrytu, historia języka polskiego, historia językoznawstwa czy sztuczne języki (esperanto).
Zajmował się też teorią języka. Podkreślał potrzebę badania nie tylko języka pisanego, ale też mówionego. Był twórcą i głównym przedstawicielem tzw. szkoły kazańskiej, uważanej za prekursora językoznawstwa strukturalnego. Z poglądów i prac tej szkoły czerpał inspirację Ferdinand de Saussure, a również praska szkoła strukturalna. To właśnie Baudouin de Courtenay i Mikołaj Kruszewski wprowadzili takie pojęcia jak system językowy, rozróżnienie między synchronicznym i diachronicznym wymiarem języka, rozumienie fonemu jako jednostki funkcjonalnej różnicującej znaczenia. W późniejszym okresie Baudouin de Courtenay odszedł od tej koncepcji, określając fonem jako psychologiczny ekwiwalent dźwięku. Rozwinął badania nad fonemem, identyfikując go jako składową jeszcze mniejszych elementów – sumę reprezentacji artykulacyjno-fizjologicznych (kinema) i odpowiednich dla nich reprezentacji akustycznych (akusma). Również i to było podejściem prekursorskim, wyprzedzającym rozwiniętą później teorię cech dystynktywnych. Opracował pojęcie i rolę analogii językowej i rolę alternacji fonetycznych. Miał wpływ na rozwój dialektologii polskiej.
Był pierwszym polskim językoznawcą, który zainteresował się mową dziecka. Swoje prace naukowe pisał po polsku, rosyjsku, czesku, słoweńsku, włosku, francusku i niemiecku.
Wydał zbiór aforyzmów zatytułowany Myśli nieoportunistyczne. Pisał w nim: „Akcje z głupoty ludzkiej są najpewniejszemi. Przedsiębiorstwa i stowarzyszenia oparte na takich akcjach będą istnieć wiecznie”.

## Rodzina
Był dwukrotnie żonaty. Pierwszą jego żoną była luteranka Cezaria z Pryfków (1841–1878), która została pochowana na cmentarzu ewangelicko–augsburskim w Warszawie. Jan Baudouin de Courtenay zostawił jej nekrolog: „Anioł miłości, dobroci i przebaczenia, jedynie śmiercią swoją zasmuciła kochające ją serca.”
Drugą żoną profesora była Romualda z Bagnickich (1857–1935) – historyczka i specjalistka od spraw polsko-rosyjskich. Z tego małżeństwa urodziło się pięcioro dzieci:
- Cezaria Baudouin de Courtenay (1885–1967) – profesor etnografii Uniwersytetu Warszawskiego, po II wojnie światowej rektor Polskiego Uniwersytetu na Obczyźnie. Jej pierwszym mężem był Max Vasmer, niemiecki językoznawca, drugim Stefan Ehrenkreutz, profesor prawa, senator Rzeczypospolitej i ostatni rektor Uniwersytetu Stefana Batorego w Wilnie; trzecim Janusz Jędrzejewicz.
- Zofia Baudouin de Courtenay (1887–1967), malarka i rzeźbiarka, mieszkająca w Częstochowie
- Świętosław Baudouin de Courtenay (1888–1960), prawnik i dyplomata
- Ewelina Małachowska-Łempicka (1892–1984), historyczka, zamężna ze Stanisławem Janem Małachowskim-Łempickim (1884–1959)
- Maria Kieresant-Wiśniewska (1897–1945), prawniczka, żona lekarza Sławomira Kieresant-Wiśniewskiego[2].

Zmarł 3 listopada 1929 w Warszawie. Pochowany został na cmentarzu ewangelicko-reformowanym przy ul. Żytniej na Woli w Warszawie (kwatera N-2-43), co miało związek z ogłoszoną w 1927 apostazją.

## Wybrane publikacje
- Einige Fälle der Wirkung der Analogie in der polnischen Deklination (1868)
- О древнепольском языке до ХIV столетия (O driewniepolskom jazykie do XIV stoletija, 1870)
- Опыт фонетики рязанских говоров (Opyt fonietiki riаzjanskich goworow, 1875)
- Z powodu jubileuszu profesora Duchińskiego (1886)
- O ogólnych przyczynach zmian językowych (1891)[17]
- Próba teorii alternacji fonetycznych (1894)[18]
- Кашубский «язык», кашубский народ и «кашубский вопрос» (Kaszubskij „jazyk”, kaszubskij narod i „kaszubskij wopros”, 1897)
- Myśli nieoportunistyczne (1898)
- Szkice językoznawcze (1904)[19]
- Krzewiciele zdziczenia (1905)
- Jeden z objawów moralności oportunistyczno-prawomyślnej (1898)
- O języku pomocniczym międzynarodowym (1908)
- Zarys historii językoznawstwa, czyli lingwistyki (glottologii) (1909)[20]
- Charakterystyka psychologiczna języka polskiego (1915)
- Zarys historii języka polskiego (1922)[21]
- Mój stosunek do Kościoła (1927)
- Spostrzeżenia nad językiem dziecka (1974)

dostępne w:
- Dzieła wybrane, t. I–VI, Warszawa 1974–1990 PWN (Komitet Redakcyjny pod przewodnictwem W. Doroszewskiego)
  - Tom I: Szkice językoznawcze (reprodukcja wydania z 1904 r.)
  - Tom II: O drevnepol’skom jazyke do XIV stoletija (reprodukcja wydania z 1870 r.)
  - Tom III: Pisma dialektologiczne
  - Tom IV: Językoznawstwo ogólne i indoeuropejskie
  - Tom V: Pisma polonistyczne, Pisma slawistyczne
  - Tom VI: Pisma publicystyczne (m.in.: Jeden z objawów moralności oportunistyczno-prawomyślnej; Kwestia polska w Rosji; Państwowość polska a Żydzi w Polsce; Antysemityzm a nauka uniwersytecka w Polsce; Wyznaniowo nieprzyzwoite części ciała; Kwestia żydowska w państwie polskim).